# 신학정치론

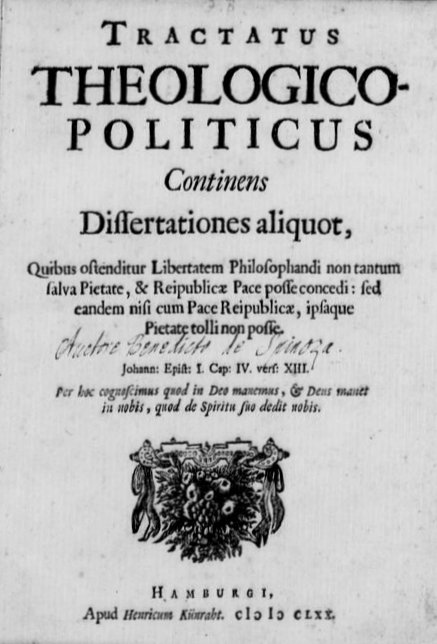

네덜란드 철학자 스피노자가 쓴 《신학정치론》은 가장 논쟁적인 텍스트 중 하나였다. 이 책에서 스피노자는 현대 유대교와 기독교 종교에 대한 자신의 견해를 설명하고 두 종교의 기초가 되는 성경을 비판적으로 분석한다. 국가와 종교 위한 최선의 역할이 무엇인지 주장하고 국가가 이성 내에서 가장 중요하지만 암스테르담에서와 같이 어느 정도의 민주주의와 언론과 종교의 자유가 가장 잘 작동한다고 결론을 내린다. 국가의 목표는 시민의 자유를 보장하는 것이다.

## 출판 이력
이 논문은 1670년 암스테르담에서 익명으로 출판되었다. 저자와 출판사를 정치적 보복으로부터 보호하기 위해 제목 페이지에는 출판 도시가 함부르크로, 출판사가 하인리히 쿤라트로 되어 있다. 그것은 세속 네덜란드 당국의 검열을 피하기 위해 모국어가 아닌 라틴어로 작성되었다.

## 종교의 취급
스피노자는 유대교와 모든 조직화된 종교 일반에 대한 그의 가장 체계적인 비판을 제시했다. 스피노자는 특히 경전을 읽을 때 신학과 철학을 분리해야 한다고 주장했다. 신학의 목표가 순종이라면 철학은 이성적 진리를 이해하는 것을 목표로 한다. 성경은 철학을 가르치지 않으므로 철학을 따르도록 만들 수 없다. 그렇지 않으면 성경의 의미가 왜곡된다. 반대로, 이성이 성경에 종속된다면, 스피노자는 "오래전 서민들의 편견 이... 그의 이해를 장악하고 그것을 어둡게 할 것"이라고 주장한다.
스피노자는 소위 초자연적인 사건, 즉 예언과 기적이 사실은 자연적인 설명을 가지고 있다고 주장했다. 그는 신은 오로지 자신의 본성의 법칙에 따라 행동한다고 주장했고 신이 특정한 목적을 위해 행동한다는 견해를 거부했다. 스피노자에게 신이 어떤 목적을 위해 행동한다고 믿는 사람들은 망상적이며 자신의 희망과 두려움을 자연의 작용에 투사한다.

## 성경해석
스피노자는 모든 조직화된 종교가 단순히 특정 해석에 대한 제도화된 방어라고 생각했다. 그는 모세가 모세 오경이라는 성경의 첫 다섯 권을 구성했다는 견해를 거부했다. 그는 성경이 본질적으로 여러 저자와 다양한 기원을 가진 편찬된 텍스트임을 보여 주는 성경 구조에 대한 분석을 제공했다. 그의 견해에 따르면 그것은 한 번에 "공개"되지 않았다.
스피노자의 작품은 무력을 사용하여 모든 반대 의견을 진압하려는 성직자들의 호전적인 편협에 대해 성경이적절하게 이해한 것은 아무 권위도 없다는 것을 보여주기 위해 착수했다. 그의 목적을 달성하기 위해 스피노자는 성경에 대한 적절한 이해가 의미하는 바를 보여주어야 했으며, 이는 그에게 성경에 대한 비판을 적용할 기회를 주었다. 존 번연(John Bunyan), 므낫세 벤 이스라엘(Manasseh ben Israel), 호전적인 성직자들과 같은 동시대인과 극명한 대조를 이뤘다. 자연 대한 초자연적인 경쟁자를 허용하지 않았고 국가의 시민 정부에 대한 경쟁적 권위를 허용하지 않은 스피노자는 성경 문헌이 역사적으로 주장되는 다른 문서와 완전히 다른 방식으로 취급되어야 한다는 모든 주장을 거부했다. . 성경이 "부분적으로 불완전하고, 부패하고, 오류가 있고, 그 자체와 일치하지 않으며, 우리가 성경의 단편만 소유하고 있다"는 그의 주장은 당시에 큰 폭풍을 일으켰으며 한 세기 동안 그의 악평에 대한 주된 책임이 있었다.

## 유대교
이 논문은 또한 "선택됨 "이라는 유대인의 개념을 거부했다. 스피노자에게 신은 서로를 높이지 않았으므로 모든 민족은 서로 동등하다. 스피노자는 또한 유대인들이 무자비한 박해에 직면했음에도 불구하고 어떻게 그렇게 오랫동안 살아남을 수 있었는지에 대한 사회학적 설명을 제공했다. 그의 견해에 따르면, 유대인들은 이방인의 증오와 유대인의 분리주의의 결합으로 인해 보존되었다.
그는 또한 그의 견해로는 그 자체로 국가의 생존을 영원히 유지하기에 충분하다고 생각하는 유대인의 지속적인 존재에 대한 하나의 최종적이고 결정적인 이유, 즉 할례를 제시했다. 그것은 신체 표시의 궁극적인 인류학적 표현이었고, 궁극적인 식별자인 분리의 유형적 상징이었다.
스피노자는 또한 토라에 대한 새로운 관점을 제시했다. 그는 그것이 본질적으로 고대 이스라엘 국가의 정치적 헌법이라고 주장했다. 그의 견해로는 국가가 더 이상 존재하지 않았기 때문에 그 헌법은 더 이상 유효할 수 없었다. 그는 토라가 특정한 시간과 장소에 적합하다고 주장했다. 시대와 상황이 바뀌었기 때문에 토라는 더 이상 유효한 문서로 간주될 수 없었다.

## 스피노자의 정치이론
스피노자는 토마스 홉스와 함께 모든 사람이 자신의 오른팔에만 의존하여 자신을 지켜야 한다면 인간의 삶은 "추악하고 야만적이며 짧을 것"이 될 것이라는 데 동의했다. 진정한 인간의 삶은 조직된 공동체, 즉 국가나 코먼웰스에서만 가능하다. 국가는 생명, 신체 및 재산의 안전을 보장한다. 그것은 모든 개인이 혼자서는 생산할 수 없는 많은 생활 필수품을 손에 넣을 수 있도록 한다. 그리고 그것은 인간 능력의 더 높은 발전을 위해 충분한 시간과 에너지를 자유롭게 설정한다. 이제 국가의 존재는 국가를 통치하는 주권적 권위에 복종하겠다는 구성원이나 시민의 일종의 암묵적 동의에 달려 있다. 국가에서는 누구도 자기 마음대로 하도록 허용할 수 없다. 모든 시민은 법을 준수할 의무가 있다. 그리고 그는 법을 특별한 방식으로 해석하는 것조차 자유롭지 않다. 이것은 처음에는 개인의 자유를 상실하고 그들에 대한 절대적인 권력을 확립하는 것처럼 보인다. 그러나 실제로는 그렇지 않다. 첫째로, 조직화된 국가의 이점이 없다면 평균적인 개인은 온갖 위험과 고난과 자신의 열정에 너무 굴복하여 그 용어의 어떤 진정한 의미에서도, 특히 무엇보다도 그는 자유라고 할 수 없을 것이다. 스피노자가 그것을 사용한 감각. 인간은 자신을 다른 사람들로부터뿐만 아니라 자신의 낮은 충동으로부터 구하고, 인간만이 참으로 인간적인 이성의 삶을 살 수 있도록 하기 위해 국가가 필요하다. 둘째, 국가 주권은 절대 절대적이지 않다. 거의 모든 종류의 정부가 없는 것보다 낫다는 것은 사실이므로 평화를 방해하기보다는 성가신 일을 많이 참는 것이 가치가 있다. 그러나 합리적으로 현명한 정부는 자신의 이익을 위해서라도 불합리한 조치를 삼가하여 시민들의 선의와 협력을 확보하기 위해 노력할 것이며, 평화로운 수단을 사용하는 한 시민들이 개혁을 주장하도록 허용하거나 장려할 것이다.
스피노자는 때때로 국가가 절대적인 주권을 지지하는 것처럼 쓴다. 그러나 그것은 주로 그것에 대한 모든 종류의 교회 통제에 대한 그의 단호한 반대 때문이다. 그는 일종의 영적 시멘트로서 국교라고 부를 수 있는 것을 지지할 준비가 되어 있지만, 이 종교에 대한 그의 설명은 역사적 신조 중 어느 하나의 신봉자, 이신론자, 범신론자 및 광신적인 신자나 불신자가 아니라면 다른 모든 사람들. 스피노자가 전투적 교회의 폭정에 효과적으로 저항하기 위해 절대 주권에 접근하는 무엇인가를 시민 정부에 위임한 것은 사상과 언론의 자유를 위한 것이다.

### 인간의 힘은 마음과 지성의 힘으로 이루어진다
스피노자의 정치 이론에서 가장 두드러진 특징 중 하나는 "권리는 힘이다"라는 그의 기본 원칙인다. 그는 이 원칙을 정부의 전체 문제에 체계적으로 적용했고, 마치 응용 수학을 다루는 것처럼 정치 이론을 과학적 정신으로 다룰 수 있게 해주었다는 점에서 그의 성취에 오히려 만족하는 것처럼 보였다.

### 군주제, 귀족제 및 민주주의
스피노자는 국가의 주요 유형 또는 주요 유형의 정부, 즉 군주제, 귀족 및 민주주의에 대해 논의한다. 국가의 주요 기능을 실현하려면 각각 고유한 특성이 있으며 특별한 보호 장치가 필요로 한다. 전반적으로 스피노자는 민주주의를 선호하며, 이는 그가 의미하는 모든 종류의 대의 정부를 의미한다. 민주주의의 경우 공동체와 정부는 군주제나 귀족제의 경우보다 거의 동일하다. 결과적으로 민주주의는 국민과 정부 사이에 빈번한 충돌을 겪을 가능성이 가장 적기 때문에 국가가 확보해야 할 평화를 확보하고 유지하는 데 가장 잘 적응한다.

## 수용과 영향력
스피노자는 1672년 요한 더빗이 살해되기 전에도 이를 억제하려는 시도와 함께 어떤 종류의 정치적 지원도 받은 적이 없을 것이다. 도르트 총회에 의해 공개적으로 정죄되었고 다음 해에 공식적으로 금지되었다.  책이 출판되자마자 거센 비판이 나오기 시작했다. 가장 악명 높은 최초의 비평 중 하나는 1670년 라이프치히 교수 야콥 토마시우스(Jakob Thomasius)가 쓴 것이다. 영국 철학자 G. E. 무어는 루트비히 비트겐슈타인에게 스피노자의 논문에 대한 오마주로 그의 작품 중 하나의 제목을 " 논리철학 논고"로 지정할 것을 제안했다.

## 같이 보기
- 토머스 홉스
- 비신화화
- 관용

1. ↑  Theologico-Political Treatise, Ch. 12; cf. also Theologico-Political Treatise, Project Gutenberg eText.
2. ↑  Thomas Hobbes, Leviathan, Chapter XIII: "Of the Natural Condition of Mankind as Concerning Their Felicity and Misery The truly human"
3. ↑  Cf. The correspondence of Spinoza, G. Allen & Unwin ltd., 1928, p. 289. See also John Laird, Journal of Philosophical Studies, Vol. 3, No. 12 (Oct., 1928), pp. 544–545.
4. ↑  Steven Nadler, A Book Forged in Hell: Spinoza's Scandalous Treatise and the Birth of the Secular Age. Princeton UP, 2011, p231.
5. ↑  Naturalism and its political dangers: Jakob Thomasius against Spinoza's Theological-Political Treatise. A study and the translation of Thomasius’ text
6. ↑  Nils-Eric Sahlin, The Philosophy of F. P. Ramsey (1990), p. 227.